# Klemens von Klemperer
Klemens von Klemperer (2 de noviembre de 1916 – 23 de diciembre de 2012) fue un historiador estadounidense de origen europeo.

## Biografía
Nacido en Berlín el 2 de noviembre de 1916, estudió en la Universidad de Viena. Con antepasados judíos, huyó de la ciudad austriaca en 1938 en dirección a los Estados Unidos. En su obra abordó el estudio de la oposición alemana al nazismo. Fue autor de libros como Germany's New Conservatism: Its History and Dilemma in the Twentieth Century (1957), prologado por Sigmund Neumann, Ignaz Seipel. Christian Statesman in a Time of Crisis (1972), una biografía de Ignaz Seipel, German Resistance against Hitler. The Search for Allies Abroad, 1938–1945 (1992) o Voyage through the Twentieth Century: A Historian's Recollections and Reflections (2009), sus memorias, entre otras. También fue editor de A Noble Combat: The Letters of Shiela Grant Duff and Adam von Trott zu Solz, 1932-1938 (1988), una recopilación de correspondencia entre Adam von Trott zu Solz y Shiela Grant. Falleció el 23 de diciembre de 2012.